# Sleepercar
Sleepercar ist ein Nebenprojekt des Musikers Jim Ward, dem Sänger und Gitarristen von Sparta. 

## Geschichte
Das Projekt entstand während der Abschlusstournee der Band At the Drive-In, in der Jim Ward als Gitarrist fungierte. Anfangs spielte er die Lieder selbst für sich ein und war begeistert von der Idee eine Countryband zu gründen. Die Pläne verschwanden jedoch zunächst im Nichts, da Ward zu sehr mit der Gründung von Sparta, einer der beiden Nachfolgebands von At the Drive-In, beschäftigt war (die andere Nachfolgeband ist The Mars Volta).
Nach einigen Jahren weiteren Songwritings und ein paar Live-Auftritten wurde am 22. April 2008 das erste Album veröffentlicht.

## Diskografie
- 2008: West Texas (Album, Civil Defense League / Doghouse Records)